# Myrmotherula urosticta
Myrmotherula urosticta là một loài chim trong họ Thamnophilidae.